# Йодок Ґляч
Йодок Ґляч  (також Йошт або Юст; лат. Jodocus Glacz) — львівський міщанин. Міський лавник (1568—1571), райця (1571—1589) та бурмистр (1585, 1588).

Син Йодока Ґляча, що походив зі Штайнгофа біля Гайльбрунна в Баварії, купця, прийнятого до міського громадянства Кракова у 1500 році, краківського райці (1516—1542) та бурмистра. Брат Ґеорґа Ґляча (лат. Georgius Glacz), львівського райці (1548). Збудував кам'яницю на площі Ринок, 12 (Кам'яниця Юстгляцівська).
Мав фільварок недалеко від Стрийської дороги. Тривалий час дорога до фільварку мала назву Юстґлячівка (також Юстґляцівка), згодом в 1950-х роках її було перейменовано на Хуторівську, а потім на вулицю Хуторівку. У 2021 році частину вулиці Хуторівка перейменовано на проспект Святого Івана Павла II.
Дружина — Малгожата, донька львівського райці Валентина Августиновича.